# Économie d'Haïti
L'économie d'Haïti est une économie de marché avec un coût du travail faible et un partenaire commercial majeur que sont les États-Unis. Haïti a un accès préférentiel au marché américain grâce au partenariat HOPE (Hemispheric Opportunity though Partnership) et la loi d'incitation HELP (les Economic Lift Program Encouragement Acts), qui permet une exonération de droits de douane pour une série de produits textiles vers le marché des États-Unis.
L'économie du pays est principalement agricole. Plus de la moitié de la production mondiale d'huile de vétiver (une huile essentielle utilisée en parfumerie) vient d'Haïti et celles de banane, cacao, et mangue constituent d'importantes cultures d'exportation. Haïti a également évolué pour étendre sa fabrication de produits finis, en produisant des tablettes tactiles tournant sur Android et des détecteurs et transformateurs électriques. L'économie d'Haïti est cependant la plus pauvre de l'Amérique.
La vulnérabilité aux désastres naturels, mais aussi la pauvreté et l'accès limité à l'éducation sont les inconvénients les plus sérieux pour ce pays caribéen. Deux cinquièmes des Haïtiens dépendent du secteur agricole, principalement des petites exploitations agricoles vivrières, et restent vulnérables aux fréquentes catastrophes naturelles exacerbées par la déforestation répandue à l'échelle du pays. Haïti souffre d'un sévère déficit commercial contre lequel elle lutte en développant davantage de produits finis et avec plus de valeur ajoutée dans le secteur agricole. Les envois de fonds sont le premier poste sur le marché des changes équivalant à 20 % du PIB. L'économie d'Haïti a été durement touchée par le séisme du 12 janvier 2010 et dans une moindre mesure par l'ouragan Matthew fin septembre 2016.
Dans son rapport de mars 2019, la Mission des Nations unies pour l'appui à la Justice en Haïti constate que « les conditions de vie de la population haïtienne se détériorent de plus en plus ». Pour l’ensemble du pays, 5,5 % et 27 % des personnes se trouvent respectivement dans des situations d’urgence et de crise alimentaire ; 2,26 millions de personnes sont classées comme étant en situation d’insécurité alimentaire « et ont besoin d’une aide humanitaire à cet égard ».

## Histoire économique
Avant qu'Haïti ne déclare son indépendance du consulat français en 1804, l'île était l'une des colonies les plus riches et les plus rentables.
Dans les premières années de l'indépendance, Haïti a souffert d'un isolement au niveau international, notamment à la suite du massacre des Créoles et Français ordonné par le général Dessalines le 22 février 1804, créoles et français qui ont dû se réfugier aux États-Unis pour échapper à la mort. Ceci eu un impact négatif pour attirer des investisseurs et entraîna le paiement de dédommagements à la France en 1825 pour 150 millions de francs ramenés par le roi Louis-Philippe Ier à 60 millions de francs en 1838 remboursables sur trente ans. En 1883, Haïti solda sa dette à la France.
Depuis lors, et même ces dernières années, aussi bien les hommes politiques haïtiens que des intellectuels et des hommes d'État ont dénoncé ce paiement en le qualifiant de « dette odieuse », et dans de nombreux cas en appelant le gouvernement français à la rembourser (le gouvernement français n'a jamais voulu malgré les rumeurs sur internet lors du séisme de 2010). Depuis la fin de la dictature Duvalier en 1986, des économistes internationaux ont demandé à Haïti de réformer et moderniser son économie.
Sous le président René Préval (président de 1996 à 2001 et de 2006 à 2011), l'agenda économique du pays incluait la libéralisation du commerce et des droits de douane, des mesures pour contrôler les dépenses gouvernementales et accroître les revenus des impôts, la réduction de l'administration, une réforme du secteur financier et la privatisation d'entreprises publiques.
À la suite de la restauration de la gouvernance constitutionnelle de 1994, les officiels haïtiens ont indiqué leur engagement pour les réformes économiques à travers des politiques fiscales et monétaires saines et la promulgation d'une législation sur la modernisation des entreprises détenues par l'État. Un Conseil de modernisation des entreprises publiques (CMEP) a été instauré et un calendrier établi pour moderniser neuf organismes clefs parapublics. Bien que les usines publiques de moulins à farine aient été transférées à des propriétaires privés, les sept autres entreprises parapubliques n'ont pas été privatisées. La modernisation des entreprises haïtiennes publiques reste un sujet politique controversé.
L'aide extérieure est essentielle pour le futur développement économique du pays, le moins développé dans les Amériques. Les indicateurs sociaux et économiques comparatifs montrent qu'Haïti traîne derrière d'autres pays en développement à faibles revenus (en particulier dans l'hémisphère ouest) depuis les années 1980. La stagnation économique provient de mauvaises politiques économiques, de l'instabilité politique, une pénurie de bonnes terres arables, une détérioration environnementale, l'utilisation continue de technologies obsolètes, la sous-capitalisation et le manque d'investissement public dans les ressources humaines, l'émigration de grosses portions de la main d'œuvre qualifiée, et un taux d'épargne national faible.
Haïti continue de souffrir des conséquences du coup d'État de 1991. Les politiques économiques et financières irresponsables des autorités de facto ont grandement accéléré le déclin économique. À la suite du coup d'État, les États-Unis ont adopté des sanctions et l'Organisation des États américains a institué des sanctions volontaires visant à restaurer le gouvernement de droit. Les sanctions internationales ont culminé avec l'embargo des Nations unies sur les biens, excepté l'aide humanitaire, en mai 1994.
Le secteur manufacturier, grandement dépendant des marchés américains pour ses produits, employait environ 80 000 salariés dans le milieu des années 1980. Pendant l'embargo, l'emploi manufacturier diminuera de 33 000 salariés en 1991 à 400 en octobre 1994. L'investissement privé, domestique et étranger, a été lent à revenir. Après le retour des règles constitutionnelles, le secteur a regagné 20 000 emplois mais la croissance ultérieure a été stoppée en raison d'incertitudes concernant la sécurité et la confiance des marchés.
En 2001, la croissance du PIB a été négative après six années d'augmentation. Le PIB réel a diminué de 1,1 % en 2001 et de 0,9 % en 2002. La stabilité macroéconomique a été affectée de manière adverse par les incertitudes politiques, l'effondrement des coopératives bancaires informelles, un déficit budgétaire élevé, un faible investissement et une réduction des flux de capitaux internationaux, y compris une suspension des prêts des institutions financières internationales alors qu'Haïti échoue à payer ses arriérés envers la Banque interaméricaine de développement et la Banque Mondiale.
En 2003, l'économie se stabilise. Bien que la gourde se déprécie en raison de rumeurs selon lesquelles les comptes en dollar seraient nationalisés, le gouvernement stabilise la monnaie en la laissant flotter librement sur le marché et en augmentant les taux d'intérêt. L'accord avec le Fonds monétaire international sur un programme de référence, suivi par le paiement de 32 millions de dollars d'arriérés à la Banque interaméricaine de développement en juillet, a permis de renouveler un prêt avec cette dernière institution. La BID a ainsi déboursé 35 milliards de dollars sur un prêt de 50 millions en juillet et commença à débourser quatre prêts approuvés auparavant pour la somme totale de 146 millions de dollars. La BID, le FMI et la Banque Mondiale discutèrent alors de nouveaux prêts avec le gouvernement haïtien. Ceux-ci seraient conditionnés à l'adhésion du gouvernement aux cibles fiscales et monétaires ainsi qu'aux réformes politiques, comme celles démarrées sous le programme de référence du FMI, et le paiement à la Banque Mondiale de ses arriérés de paiement (trente millions de dollars au 30 septembre 2003).
Chaque année, pour la saison de la récolte de la canne à sucre, environ vingt-cinq mille Haïtiens rejoignent la République dominicaine. Pour beaucoup, ils se retrouvent à la merci des grands propriétaires dominicains ; leurs papiers leur sont confisqués à leur arrivée et ils sont entassés dans des baraquements parfois entourés de barbelés, sans eau potable ni électricité. Ils doivent travailler de l’aube à la tombée de la nuit pour un salaire très faible et les punitions peuvent aller jusqu'aux mutilations. Leur situation est dénoncée comme une forme d'esclavage contemporain par des journalistes.
Le Venezuela apporte à partir de 2006 une aide économique de près de 4 milliards de dollars dans le cadre de l'accord Petrocaribe pour financer des projets sociaux. Une part importante de cette aide a été détournée, en particulier sous l'administration de Michel Martelly. La révélation de ce scandale provoque des manifestations antigouvernementales en 2019.

## Niveau de vie
Le FMI a estimé que l'évolution du PIB réel a été nulle en 2003 et a projeté 1 % de croissance en 2004. Cependant, le PIB par habitant continue de diminuer puisque l'augmentation de la population est de 1,3 % par an. Le taux de chômage varie de 50 à 70 %, tandis que l'indice de développement humain (IDH) est de 0,535.
La part du budget de l’État consacrée à la santé est passée de 16,6 % en 2004 à 4,3 % en 2018.

## Fiscalité des communes
Les revenus des communes proviennent de différentes sources. Dans la grande majorité des cas, leurs revenus ne leur permettent pas de faire face à leurs dépenses. À ce jeu, les communes de la métropole de Port-au-Prince sont celles qui arrivent le mieux à collecter des revenus.

### Recettes fiscales annuelles des 10 principales communes, MICT 2016[17]
| Département | Commune            | Montant (gourdes) |
| ----------- | ------------------ | ----------------- |
| Ouest       | Delmas             | 419 399 336,60    |
| Ouest       | Port-au-Prince     | 253 200 124,76    |
| Ouest       | Pétionville        | 209 646 877,41    |
| Ouest       | Tabarre            | 120 289 021,68    |
| Ouest       | Carrefour          | 67 667 604,43     |
| Ouest       | Croix-des-Bouquets | 34 016 127,69     |
| Nord        | Cap-Haïtien        | 34 347 908,14     |
| Sud         | Les Cayes          | 17 101 461,04     |
| Nord-Ouest  | Port-de-Paix       | 6 273 247,60      |
| Centre      | Hinche             | 4 704 901,31      |

Les recettes perçues par le reste des autres 130 communes sont estimées à 83 353 389,34 gourdes.

### Tableau des 20 communes disposant du plus grand nombre de bâtis[18]
| Code IHSI | Commune en 2003                | Bâti en 2003 | Bâti en 2015 |
| --------- | ------------------------------ | ------------ | ------------ |
| 0111      | Port-au-Prince                 | 129153       | 175012       |
| 0112      | Delmas                         | 126 948      | 172 017      |
| 0113      | Carrefour                      | 75 289       | 102 026      |
| 0114      | Pétionville                    | 69 537       | 94 221       |
| 0511      | Gonaïves                       | 61 590       | 83 461       |
| 0531      | Saint-Marc                     | 56 457       | 76 500       |
| 0131      | Croix-des-Bouquets             | 53 027       | 71 860       |
| 0121      | Léogâne                        | 44 694       | 60 562       |
| 0211      | Jacmel                         | 42 985       | 58 246       |
| 0311      | Cap-Haïtien                    | 42 798       | 57 985       |
| 0541      | Marchand Dessalines            | 42 753       | 57 939       |
| 0542      | Petite Rivière de l’Artibonite | 38 177       | 51 730       |
| 0122      | Petit-Goâve                    | 37 821       | 51 255       |
| 0911      | Port-de-Paix                   | 32 897       | 44 576       |
| 0532      | Verrettes                      | 32 862       | 44 534       |
| 0521      | Gros Morne                     | 31 691       | 42 941       |
| 0551      | Saint Michel de l’Attalaye     | 31 651       | 42 889       |
| 0123      | Grand Goâve                    | 31 514       | 42 706       |
| 0141      | Arcahaie                       | 29 960       | 40 603       |
| 0711      | Les Cayes                      | 28 484       | 38 600       |